# Hill-Stead Museum
Das Hill-Stead Museum, häufig auch nur Hill-Stead genannt, ist ein im Stil des Colonial Revival errichtetes Gebäude in Farmington, Hartford County, Connecticut.
Am 17. Juli 1991 wurde es als National Historic Landmark anerkannt und in das National Register of Historic Places aufgenommen.

## Geschichte

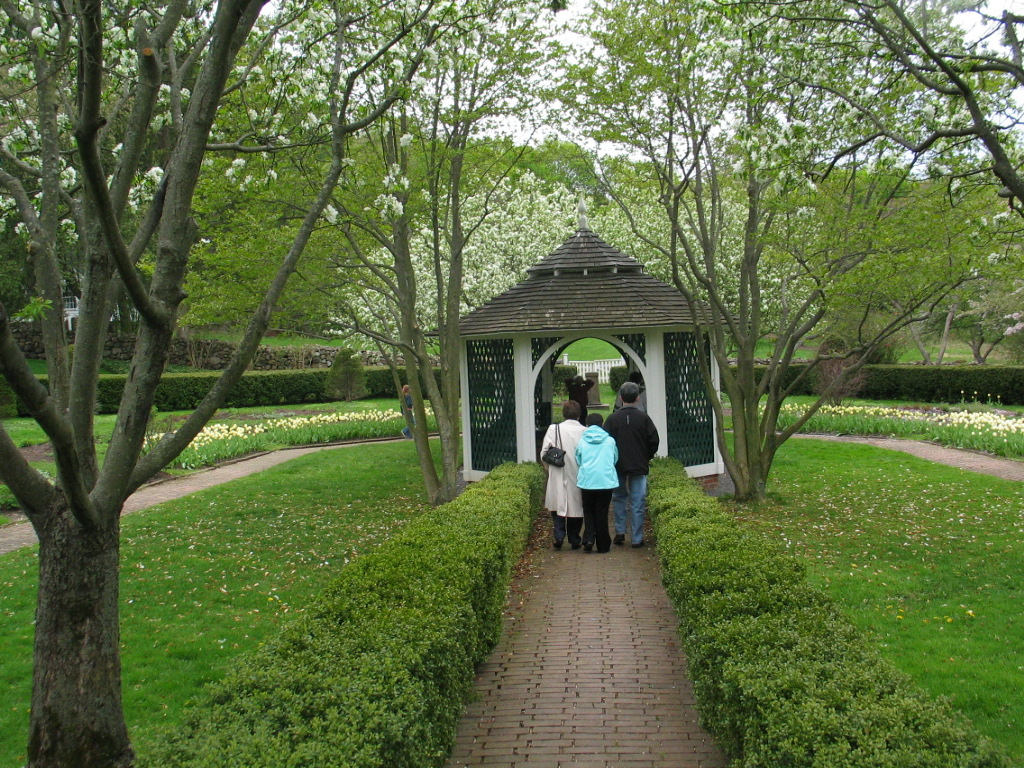
Besucher im Garten des Geländes, 1920 angelegt von Beatrix Farrand

Das Gebäude wurde im Auftrag ihres Vaters Alfred Atmore Pope von Theodate Pope Riddle entworfen, ehe die bekannte Architekturfirma McKim, Mead, and White herangezogen wurde, um die Pläne zu verwirklichen. Die Bauzeit dauerte ab 1898 drei Jahre und das Gebäude war im Jahr 1901 fertiggestellt.
Nach dem Tod ihrer Eltern erbte Theodate das Haus und verwaltete deren Nachlässe. Auch Gebäude, die auf dem Gelände der Familie lagen, gingen dann in den Besitz von Theodate über.

## Heutige Zeit
Heute gehören rund 60 Hektar Land zum Gelände des Museums, die größtenteils von Warren H. Manning gestaltet wurden. 19 der 36 Zimmer im Gebäude sind für Besucher geöffnet.
Im Inneren der Räumlichkeiten lassen sich Malereien von Eugène Carrière, Mary Cassatt, Edgar Degas, Édouard Manet, Claude Monet und James McNeill Whistler besichtigen.
Zudem befinden sich im Museum ein Druck und drei Stiche von Albrecht Dürer, japanische Holzschnitte von Katsushika Hokusai, Utagawa Hiroshige und Kitagawa Utamaro, acht Bronzeskulpturen von Antoine-Louis Barye, über 13.000 Postkarten und Briefe und 2.500 Fotos im Besitz des Museums.